# 明炉烧大海螺
明炉烧大海螺，或简称明炉烧、明炉烧螺是潮州菜的代表名菜之一。主料是三四斤重的大海螺，配料有绍酒、花椒、姜、葱、生抽、汤躺等。制法是生一个木炭明炉，将活响螺，架在上面烤至熟。